# 28705 Michaelbecker
28705 Michaelbecker è un asteroide della fascia principale. Scoperto nel 2000, presenta un'orbita caratterizzata da un semiasse maggiore pari a 2,5144212 UA e da un'eccentricità di 0,1142609, inclinata di 7,19496° rispetto all'eclittica.